# Incidente aereo di Divajeu del 15 dicembre 1939
Il 15 dicembre 1939, a seconda guerra mondiale già iniziata, un bombardiere Bloch MB 200 della Scuola di volo di Istres precipitò ad Divajeu durante un volo di trasferimento da Avord verso l'aeroporto di Istres, con la morte di tutti e tre i membri dell'equipaggio.

## L'incidente

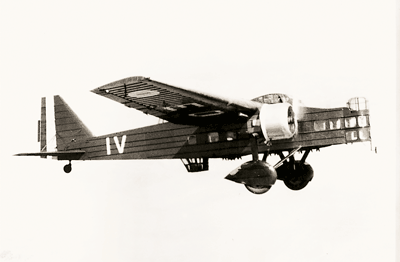
Un Bloch MB 200 in volo

Alla fine dell'agosto 1939, in vista del probabile scoppio della guerra con la Germania, gli aerei della Scuola di volo di Istres furono trasferiti a Chateauroux e poi, dopo l'inizio della seconda guerra mondiale, ad Avord, nello Cher. Verso la fine del mese di novembre fu programmato il loro ritorno a Istres. I mezzi mobili in dotazione alla Scuola lasciarono Avord il 1º dicembre, mentre gli aerei dovettero aspettare fino al 15 del mese per decollare, tanto era fitta la nebbia che gravava sul centro dalla Francia.
I 71 aerei che equipaggiavano la scuola di volo di Istres (caccia, ricognizione e bombardamento) erano velivoli monomotore e bimotore di tutti i tipi, compresi i bombardieri
Bloch MB 200 e MB 210, ricognitori Potez 63/11 e aerei di collegamento di tipo Caudron C.445 Goéland o Caudron Simoun. Gli effettivi di queste scuole comprendevano circa 200 allievi piloti, agli ordini del generale Delaittre. La École 5 era equipaggiata con Bloch MB 210, Caudron C.445 Goéland e anche qualche vecchio Lioré et Olivier LeO 20, la École 7 con Bloch MB 200, Potez 63/11 e Caudron C.445 Goéland.
Intorno alle 12:00 del 15 dicembre 1939 gli aerei decollarono da Avord in buone condizioni meteorologiche, ma incontrarono molto presto una massa di nuvole che proveniva da sud e andava inspessendosi sulla valle del Rodano, dove le nevicate riducevano notevolmente la visibilità. La stazione dell'Ufficio meteorologico nazionale di Lione-Bron annotò che quel giorno la neve cadeva ininterrottamente dalle 11:30, riducendo la visibilità orizzontale a 400 metri.
All'aeroporto di Lione-Bron, il sottotenente Joseph Picot, pilota del Groupe de Chasse 562, così ricordava questa giornata: "Nevicava e gli aerei della Scuola di Istres atterrarono disastrosamente in ogni angolo del campo.
Di fronte al peggioramento delle condizioni meteorologiche, il volo di gruppo dei velivoli della École 7 non fu più possibile e i velivoli si dispersero. Il Bloch MB 200, pilotato dal sergente Meunier, con a bordo il maresciallo istruttore Leborder e il meccanico Poulet, atterrò lungo sull'aeroporto di Saint-Etienne Bouthéon, mentre un altro Bloch MB 200, pilotato dal maresciallo capo Mouret e con a bordo l'allievo Herma, di origine cecoslovacca, atterrò al Puy de Dôme senza benzina.
Un terzo Bloch MB 200 cercò di rientrare ad Avord. Si trattava dell'aereo n.9 della IV Escadrille del GB II/51. Il bombardiere rimase a lungo sopra l'area, prima di precipitare al suolo nel bosco di Greson a La Répara, nel comune di Divajeu (Drôme), vicino a Crest.
Dai resti del velivolo, che si era spaccato in due parti e incendiato (i testimoni subito accorsi per cercare di portare aiuto videro un membro dell'equipaggio agitare un braccio fuori dalla cabina distrutta prima di essere ricoperto dalle fiamme), furono rimossi tre corpi carbonizzati: i sergenti Marcel Descoudras, Armand Lautrette e Jean Saulnier. Una camera ardente fu allestita a Crest, dove gran parte della popolazione venne a rendere omaggio agli sfortunati aviatori. Non è noto se altri membri dell'equipaggio si siano lanciati con il paracadute.

### Fonti
1. 1 2 3 4 5 6 7 8 9 10  Cercle Aeronautique Louis Mouillard.
2. 1 2 3 4  Bureau of Aircraft Accidents Archivies.